# Dirk Abrams
Dirk Corneel Jan Abrams (Kontich, 8 april 1959) is een Belgisch televisiepresentator en voormalig sportjournalist.

## Levensloop
Hij studeerde communicatiewetenschappen en begon zijn journalistencarrière op de BRT, vanaf 1980 als freelance medewerker, sinds 1990 als vaste medewerker waar hij zich binnen de sportredactie specialiseerde in voetbalverslaggeving. Hij presenteerde regelmatig Sportweekend. Hij beschouwt zelf zijn commentaar ter plaatse van de Olympische Zomerspelen 1992 in Barcelona als zijn betere werk. 
In 1993 kondigde hij zijn overstap naar de VTM aan waar hij vanaf 1994 een positie kreeg als hoofdredacteur bij VTM Sport. Met VTM die het voetbalcontract in 1994 won en zo (tot 2005) de uitzendrechten verkreeg, openden zich opportuniteiten voor nieuwe televisieprogramma's. Abrams werkte zelf mee en presenteerde mee het jaarlijkse Gala van de Gouden Schoen, voetbalwedstrijden van het Belgisch voetbalelftal en Goal!, wekelijks op zaterdagavond en zondagmiddag. Abrams was vooral samensteller en het gezicht van het VTM-sportprogramma Stadion op zondagavond. Bij VTM legde hij op 1 juli 2000 zijn functie als sportchef neer om zich meer met de programma's bezig te houden. In 2001 was hij in de running voor de presentatie van De zwakste schakel, de VTM-versie van The Weakest Link, maar VTM koos uiteindelijk voor een vrouwelijke presentator, Goedele Liekens. 
Begin 2004 keerde Abrams terug naar de VRT als eindredacteur en later redactiechef bij het pas uitgebouwde Sporza. Vervolgens werd hij in september 2008 nadat de captatie van de Olympische Zomerspelen 2008 succesvol was afgerond, samen met Ludovic Beun en Yves Podevyn lid van de interne VRT expertisecel, XP, een door hem geleide denktank die nieuwe ideeën moest lanceren. Onder meer het programma-idee van Ook getest op mensen is van zijn hand. In oktober 2010 nam hij een presentatieopdracht op zich om na het tijdelijk verlof van Phara de Aguirre en dus haar onbeschikbaarheid voor het laatavond-Canvas-programma Phara, samen met oud-sportcollega Lieven Van Gils Reyers laat te presenteren. Enkele weken na de aanvang van het programma kreeg hij hartproblemen en viel enkele maanden weg wegens onbeschikbaarheid. Lieven Van Gils presenteerde nadien het programma alleen.
Op 1 juli 2011 maakte hij de overstap naar het productiehuis deMENSEN waar hij programmadirecteur werd.